# Театры Москвы
Теа́тры Москвы́ — театры различных жанров и направлений на территории Москвы. Начало творческой деятельности первых московских театральных трупп относится к XVI—XVII векам, на сегодняшний день в Москве насчитывается более 150 театральных актёрских объединений. Помимо театральных коллективов, словом «театр» также принято называть сами здания для театральных постановок, некоторые из которых в Москве являются памятниками культуры.

## Первые постановки
Начало первым театрализованным постановкам в Москве положили выступления скоморохов ещё начиная с периода средневековья, позднее, в XVI—XVII веках, ставились представления на евангельские сюжеты в Успенском соборе Кремля («Пещное действо», «Омовение ног») и на Красной площади («Шествие на осляти»). Постепенно, с ростом российской светской культуры и расширению связей с западноевропейскими государствами, возникал интерес передовых людей и к театру. В 1672 году в Москве появился первый в России придворный театр — «Комедийная хоромина» в селе Преображенском (летняя резиденция царя Алексея I Михайловича), где начали устраиваться спектакли с немецкими, а затем и русскими актёрами. Одним из первых постановщиком спектаклей был пастор И. Г. Грегори, репертуар театра преимущественно составляли спектакли основанные на библейских сюжетах («Артаксерксово действо»). В 1673 году для зимних выступлений было оборудовано помещение в Кремле, в 1676 году, после смерти царя Алексея Михайловича, театр был закрыт.

## XVIII век
С 1701 года в Славяно-греко-латинской академии существовал школьный театр, где показывали представления, рассказывающие в аллегорической форме о преобразовательной деятельности Петра I и победах русской армии. В 1702 году было построено театральное здание «Комедийная храмина» на Красной площади, здесь выступала немецкая труппа под руководством И. Х. Кунста, для широкой публики ставились переводы пьес Мольера, П. Кальдерона и других драматургов. После закрытия театра в 1706 году спектакли в Москве продолжали идти — гастролировали иностранные труппы, а также шли любительские представления русских «охочих комедиантов». В 1757 году при Московском университете был открыт Университетский театр, с 1759 до начала 1762 года его представления показывались на сцене Оперного дома Локателли у Красного пруда. В Университетском театре начали свою деятельность первые известные русские актёры — Т. М. Троепольская, И. Ф. Лапин, А. М. Михайлова, И. Соколов и другие. В этот период студенческая труппа становится профессиональной и в 1760 году даёт основание московскому театру. В 1766—1769 годах антрепризу в Москве возглавил Н. С. Титов. С 1773 года московский меценат князь П. В. Урусов и его компаньон с 1776 года англичанин М. Медокс давали театральные представления в доме Р. И. Воронцова на Знаменке — так называемый Знаменский театр. В феврале 1780 года театр сгорел и вскоре П. В. Урусов вышел из антрепризы. В декабре 1780 года М. Медокс открыл собственный театр — так называемый Петровский театр, здание которого сгорело в 1805 году. Также спектакли шли в специально выстроенном здании у Арбатских ворот (сгорело в 1812 году) и в других помещениях. Со второй половины XVIII века большое распространение получили крепостные театры (Шереметевых в имениях Кусково и Останкино, Юсуповых в Архангельском и другие).

## Государственные театры

### Театры федерального подчинения[2]

#### Музыкальные
1. Большой театр
2. Детский музыкальный театр им. Н. И. Сац
3. Театр классического балета Н. Касаткиной и В. Василёва

#### Драматические
1. МХТ им. А. П. Чехова
2. Театр им. Е. Б. Вахтангова
3. Театр Наций
4. Малый театр
5. РАМТ (Российский академический молодёжный театр)
6. «Сатирикон»
7. Театр Российской армии[3]
8. МХАТ им. М. Горького
9. Студия театрального искусства
10. Московский губернский театр

#### Кукольные
1. Центральный театр кукол им. С. В. Образцова

#### Учебные театры при государственных театральных ВУЗах
1. Учебный театр ГИТИС
2. Учебный театр Школы-студии МХАТ[4]
3. Учебный театр Театрального института им. Бориса Щукина
4. Учебный театр Училища имени М. С. Щепкина

### Театры регионального подчинения[5]

#### Музыкальные
1. МАМТ  им. К. С. Станиславского и В. И. Немировича-Данченко
2. «Новая опера» им. Е. В. Колобова
3. Музыкальный театр «Геликон-опера» п/р Дмитрия Бертмана
4. Центр оперного пения им. Галины Вишневской
5. Московский театр оперетты
6. Академический театр «Русская песня» п/р Надежды Бабкиной
7. Театрально-концертное музыкальное объединение «Градский Холл»
8. Театр музыки и поэзии п/р Елены Камбуровой[6]
9. Музыкальный театр для детей и юношества «На Басманной»
10. Театр Стаса Намина
11. Театр Алексея Рыбникова[7]
12. Детский музыкальный театр юного актёра
13. Театр танца «Гжель»

#### Драматические
1. Московский ТЮЗ
2. «Современник»
3. Театр им. В. В. Маяковского
4. «Ленком» Марка Захарова
5. Театр им. А. С. Пушкина
6. Театр на Бронной
7. Театр им. Моссовета
8. Электротеатр Станиславский
9. Театр сатиры
10. Театр на Таганке
11. Мастерская Петра Фоменко
12. Театр — Сцена «Мельников» (бывший Театр Романа Виктюка)
13. Театр им. М. Н. Ермоловой
14. Театр им. Н. В. Гоголя
15. Театр Олега Табакова
16. Театр «Около дома Станиславского»
17. Еврейский театр «Шалом»
18. Экспериментальный центр новой драмы «Практика»
19. Драматический театр «Человек»
20. Театр на Покровке
21. Театр «Et Cetera» п/р Александра Калягина
22. Центр драматургии и режиссуры
23. Школа драматического искусства
24. Театр на Малой Ордынке (ранее —Театр Луны)
25. Драматический театр «Сфера»
26. Театр на Юго-Западе
27. Театр «У Никитских ворот»
28. Цыганский театр «Ромэн»
29. Театр «Эрмитаж»
30. «Ведогонь-театр» (Зеленоград)
31. «Театр Роста в Царицыно»
32. Мастерская «12» Никиты Михалкова (бывший Театр киноактёра)
33. Московский театральный центр «Вишнёвый сад» п/р Александра Вилькина[8]
34. Русский духовный театр «Глас»
35. Театриум на Серпуховке п/р Терезы Дуровой
36. Театр на Трубной (ранее — Школа современной пьесы)
37. Драматический театр «Модерн»
38. Театр русской драмы п/р Михаила Щепенко
39. Театр «Бенефис» п/р Анны Неровной
40. Московский театр Иллюзии[9]
41. Московский театр «На досках» п/р Сергея Кургиняна[10]
42. Детский музыкально-драматический театр «Поколение» (ранее —драматический театр «Сопричанстность» и Музыкальный театр п/р Г. Чихачёва)[11]
43. Молодёжный театр п/р Вячеслава Спесивцева
44. Московский Новый драматический театр[12]
45. Московский историко-этнографический театр
46. Детский драматический театр «На набережной»[13]

#### Прочие
1. Театр зверей «Уголок дедушки Дурова»
2. Московский театр эстрады
3. Московский театр кукол
4. Московский театр «Тень»
5. Фольклорный центр «Москва»[14]
6. Московский детский театр марионеток[15]
7. Московский детский театр теней[16]
8. Московский театр кукол «Жар-птица»
9. Московский детский театр эстрады
10. Московский театр детской книги «Волшебная лампа»[17]
11. Детский Сказочный театр (кукольный)[18]
12. Театральный центр Славы Полунина[19]
13. Театр кошек Юрия Куклачёва

## Негосударственные театры
1. Драматический театр «Вернадского, 13»
2. Театр.doc
3. Пространство «Внутри»[20]
4. Арт-Партнёр XXI
5. Театр «Маска» в Московском дворце молодёжи[21]
6. Студия А39 (на площадке Музея Москвы)[22]
7. «Новый театр» Эдуарда Боякова[23]
8. Театр Труда
9. Среда 21[24]
10. Театр-студия Всеволода Шиловского[25]
11. Театр Антона Чехова
12. Московский театр мюзикла
13. ӨЙ ТЕАТР Аскара Галимова
14. Театр-кабаре CRAVE[26]
15. Театр «Ателье» Эльшана Мамедова
16. Независимый проект «Спектакли Ксении Зориной»[27]
17. Современный театр антрепризы[28]
18. Молодёжный христианский театр «Passion Dream»
19. Учебный театр ВШСИ Константина Райкина[29]